# العلاقات السودانية البريطانية
العلاقات السودانية البريطانية هي العلاقات الثنائية التي تجمع بين السودان والمملكة المتحدة.

## مقارنة بين البلدين
هذه مقارنة عامة ومرجعية للدولتين:
| وجه المقارنة                                              | السودان                     | المملكة المتحدة                 |
| --------------------------------------------------------- | --------------------------- | ------------------------------- |
| المساحة (كم2)                                             | 1.89 مليون                  | 242.50 ألف                      |
| عدد السكان (نسمة)                                         | 40.53 مليون                 | 66.02 مليون                     |
| الكثافة السكانية (ن./كم²)                                 | 21.44                       | 272.25                          |
| العاصمة                                                   | الخرطوم                     | لندن                            |
| اللغة الرسمية                                             | اللغة العربية، لغة إنجليزية | لغة إنجليزية، اللغة الويلزية    |
| العملة                                                    | جنيه سوداني                 | جنيه إسترليني                   |
| الناتج المحلي الإجمالي (بليون دولار)                      | 117.49 مليار                | 2.62 تريليون                    |
| الناتج المحلي الإجمالي (تعادل القوة الشرائية) بليون دولار | 176.55 مليار                | 2.72 تريليون                    |
| الناتج المحلي الإجمالي الاسمي للفرد دولار أمريكي          | 2.41 ألف                    | 43.88 ألف                       |
| الناتج المحلي الإجمالي للفرد دولار أمريكي                 | 4.07 ألف                    | 40.23 ألف                       |
| مؤشر التنمية البشرية                                      | 0.479                       | 0.907                           |
| رمز المكالمات الدولي                                      | +249                        | +44                             |
| رمز الإنترنت                                              | سودان                       | .uk، .gb                        |
| المنطقة الزمنية                                           | ت ع م+03:00، ت ع م+02:00    | توقيت غرينيتش، توقيت غرب أوروبا |

## منظمات دولية مشتركة
يشترك البلدان في عضوية مجموعة من المنظمات الدولية، منها:
| علم المنظمة | اسم المنظمة                               | تاريخ انضمام السودان | تاريخ انضمام المملكة المتحدة |
| ----------- | ----------------------------------------- | -------------------- | ---------------------------- |
|             | الاتحاد البريدي العالمي                   | ?                    | ?                            |
|             | يونسكو                                    | 26 نوفمبر 1956       | 4 نوفمبر 1946                |
|             | البنك الدولي للإنشاء والتعمير             | 5 سبتمبر 1957        | 27 ديسمبر 1945               |
|             | وكالة ضمان الاستثمار متعدد الأطراف        | 7 نوفمبر 1991        | 12 أبريل 1988                |
|             | البنك الإفريقي للتنمية                    | ?                    | ?                            |
|             | الاتحاد الدولي للاتصالات                  | 23 أكتوبر 1957       | 24 فبراير 1871               |
|             | منظمة الشرطة الجنائية الدولية             | ?                    | ?                            |
|             | مؤسسة التمويل الدولية                     | 21 أكتوبر 1960       | 20 يوليو 1956                |
|             | الأمم المتحدة                             | 12 نوفمبر 1956       | 24 أكتوبر 1945               |
|             | مؤسسة التنمية الدولية                     | 24 سبتمبر 1960       | 24 سبتمبر 1960               |
|             | الفريق المعني برصد الأرض                  | ?                    | ?                            |
|             | منظمة حظر الأسلحة الكيميائية              | ?                    | ?                            |
|             | المركز الدولي لتسوية المنازعات الاستشارية | 9 مايو 1973          | 18 يناير 1967                |

## أعلام
هذه قائمة لبعض الشخصيات التي تربطها علاقات بالبلدين:
- ألكسندر ستيرلينغ (دبلوماسي بريطاني، 20 أكتوبر 1927 – 16 يوليو 2014)
- جيمي أوليفر (27 مايو 1975[22] – )
- سر الختم الخليفة (سياسي سوداني، 1919 – 18 فبراير 2006)
- صلاح البندر (1955 – )
- ميخائيل آرون (دبلوماسي بريطاني، 22 مارس 1959 – )
- نعمة الباقر (صحفية بريطانية، يوليو 1978 – )
- نيكولاس كاي (دبلوماسي بريطاني، 8 مارس 1958 – )
- يان كليف (دبلوماسي بريطاني، 11 سبتمبر 1952 – )

## وصلات خارجية
- موقع وزارة الخارجية السودانية
- موقع وزارة الخارجية البريطانية